# سیلن آتشین
سیلن آتشین (نام علمی: Silene coronaria) نام یک گونه از سرده سیلن است.